# 篠山郵便局
篠山郵便局（ささやまゆうびんきょく）は、兵庫県丹波篠山市にある郵便局。民営化前の分類では集配普通郵便局であった。

## 概要
住所：〒669-2399 兵庫県丹波篠山市北新町99

## 沿革
- 1872年8月4日（明治5年7月1日） - 篠山郵便取扱所として開設[1]。
- 1873年（明治6年） - 篠山郵便役所となる。
- 1875年（明治8年）1月1日 - 篠山郵便局となる。
- 1878年（明治11年）1月 - 為替・貯金取扱を開始。
- 1892年（明治25年）1月1日 - 篠山郵便電信局となる。
- 1903年（明治36年）4月1日 - 通信官署官制の施行に伴い篠山郵便局となる。
- 1966年（昭和41年）11月27日 - 電話通話事務および和文電報受付事務を開始[2]。
- 1990年（平成2年）3月19日 - 日置郵便局[3]（〒669-24→〒669-23→〒669-2441）から集配業務を移管。
- 1999年（平成11年） - 外国通貨の両替および旅行小切手の売買に関する業務取扱を開始。
- 2006年（平成18年）9月25日 - 丹南郵便局（〒669-2299→〒669-2204）から集配業務を移管[4]。
- 2007年（平成19年）10月1日 - 民営化に伴い、併設された郵便事業篠山支店に一部業務を移管。
- 2012年（平成24年）10月1日 - 日本郵便株式会社発足に伴い、郵便事業篠山支店を篠山郵便局に統合。

## 取扱内容
- 郵便、印紙、ゆうパック、内容証明
- 貯金、為替、振替、振込、国際送金、国債、投資信託
- 生命保険、バイク自賠責保険、自動車保険
- 地方公共団体事務（兵庫県住宅再建共済基金利用申込取次事務）
- ゆうちょ銀行ATM
- 「669-22xx」「669-23xx」「669-24xx」区域（丹波篠山市（旧丹南町域の一部、旧篠山町域の一部））の集配業務
- ゆうゆう窓口

## 周辺
- 丹波篠山市役所
- 篠山城址
- たんば田園交響ホール

## アクセス
- ウイング神姫（旧神姫グリーンバス ）二階町停留所下車
- 駐車場なし